# Morpho kotzschi
Morpho kotzschi är en fjärilsart som beskrevs av Weber 1951. Morpho kotzschi ingår i släktet Morpho och familjen praktfjärilar. Inga underarter finns listade i Catalogue of Life.